# Supercopa d'Espanya de futbol 2024
La Supercopa d'Espanya 2023–24 fou la 40a edició de la Supercopa d'Espanya, una competició anual de futbol per a clubs del sistema de lliga espanyola de futbol que van tenir èxit en les seves principals competicions la temporada anterior. Va ser disputada a Riad, Aràbia Saudita. El FC Barcelona defensava el títol obtingut l'any anterior.
El Reial Madrid es va proclamar campió de l'edició convertint-se en el tretzè títol de la Supercopa d'Espanya del club.

## Qualificació
El torneig comptava amb els guanyadors i subcampions de la Copa del Rei i de la Lliga 2022-23.

### Equips classificats
Els quatre equips següents es van classificar per al torneig.
| Equip             | Mètode de qualificació                                | Participació | Última aparició com a                 | Altres anys  | Altres anys | Altres anys    |
| Equip             | Mètode de qualificació                                | Participació | Última aparició com a                 | Guanyador(s) | Subcampions | Semifinalistes |
| ----------------- | ----------------------------------------------------- | ------------ | ------------------------------------- | ------------ | ----------- | -------------- |
| Reial Madrid      | Campió de la Copa del Rei 2022-23 i segon de la lliga | 20ena        | Finalista de la Supercopa 2022–23     | 12           | 6           | 1              |
| FC Barcelona      | Campió de la lliga 2022-23                            | 28ena        | Campió de la Supercopa 2022–23        | 14           | 11          | 2              |
| CA Osasuna        | Finalista de la Copa del Rei 2022-23                  | 1ra          | –                                     | –            | –           | –              |
| Atlètic de Madrid | Tercer de la lliga 2022-23                            | 9ena         | Semifinalista de la Supercopa 2021–22 | 2            | 5           | 1              |

## Seu
Tots els partits es disputen a l'Estadi Universitari Rei Saüd de Riad, Aràbia Saudita.
| Riad Ubicació de la ciutat amfitriona de la Supercopa d'Espanya de 2024. | Ciutat            | Estadi                       |
| ------------------------------------------------------------------------ | ----------------- | ---------------------------- |
| Riad Ubicació de la ciutat amfitriona de la Supercopa d'Espanya de 2024. | Riad              | Estadi Universitari Rei Saüd |
| Riad Ubicació de la ciutat amfitriona de la Supercopa d'Espanya de 2024. |                   |                              |
| Riad Ubicació de la ciutat amfitriona de la Supercopa d'Espanya de 2024. | Capacitat: 25,000 |                              |

## Partits
- Els horaris indicats son SAST (UTC+3).

### Quadre
|  | Semifinals           | Semifinals   |                      |   | Final | Final |
|  |                      |              |                      |   |       |       |
|  | 10 gener 2024 – Riad |              |                      |   |       |       |
|  |                      |              |                      |   |       |       |
|  | Reial Madrid (prò.)  | 5            |                      |   |       |       |
|  | Reial Madrid (prò.)  | 5            | 14 gener 2024 – Riad |   |       |       |
|  | Atlètic de Madrid    | 3            |                      |   |       |       |
|  | Atlètic de Madrid    | 3            | Reial Madrid         | 4 |       |       |
|  | 11 gener 2024 – Riad |              | Reial Madrid         | 4 |       |       |
|  |                      | FC Barcelona | 1                    |   |       |       |
|  | FC Barcelona         | FC Barcelona | 1                    | 2 |       |       |
|  | FC Barcelona         |              |                      | 2 |       |       |
|  | CA Osasuna           | 0            |                      |   |       |       |
|  | CA Osasuna           | 0            |                      |   |       |       |

### Semifinals
| Reial Madrid                                                           | 5–3 (pr.) | Atlètic de Madrid                                 |
| ---------------------------------------------------------------------- | --------- | ------------------------------------------------- |
| * Rüdiger 20' - Mendy 29' - Carvajal 85' - Joselu 115' - Brahim 120+2' | Informe   | * Hermoso 6' - Griezmann 37' - Rüdiger 78' (p.p.) |

| FC Barcelona                    | 2–0     | CA Osasuna |
| ------------------------------- | ------- | ---------- |
| * Lewandowski 59' - Yamal 90+3' | Informe |            |

### Final
| Reial Madrid                              | 4–1     | FC Barcelona      |
| ----------------------------------------- | ------- | ----------------- |
| * Vinícius Jr. 7', 10', 39' - Rodrygo 64' | Informe | * Lewandowski 33' |